# 883
سنة 883 م كانت سنة بسيطة تبدأ يوم الثلاثاء (الرابط يظهر نموذج التقويم الكامل للسنة) من التقويم اليولياني. بدأت تسمية السنة ب883 منذ العصور الوسطى المبكرة، عندما أصبح تقويم أنو دوميني هو الأسلوب السائد في أوروبا لتسمية السنوات.

## أحداث
- التفاوض والتوقيع في قرطبة على هدنة بين إمارة قرطبة وسفير مملكة أستورياس كاهن طليطلة.[4]
- نهاية ثورة الزنج في 883 والتي بدأت في 869.
- يزمان الخادم الحاكم العباسي لطرسوس، يهزم الجيش البيزنطي بقيادة الجنرال كيستا ستايبيوتس في هجوم ليلي. وفقاً للمؤرخين العرب، قُتل 70.000 من أصل 100.000 جندي بيزنطي.[5]

## مواليد
- ابن شعبان
- ابن الوزان القيرواني
- بورشارد الثاني
- تشاو جيليانج
- تشاو تينجين

## وفيات
- داود الظاهري إمام المذهب الظاهري، عالم من علماء السنة
- علي بن عمر سلطان المغرب
- أنسيجيسوس
- أنسلم من فارفا
- بيرثاريوس
- بيرتولف
- فرويلا
- الرجل الثاني من سبوليتو
- هان جيان (أمير حرب ويبو)
- اغناطيوس الثاني
- بي ريكسيو
- وانغ جينغ تشونغ
- يانغ فوجوانج